# Kanton Chantilly
Der Kanton Chantilly ist seit 1973 ein französischer Wahlkreis im Arrondissement Senlis, im Département Oise und in der Region Hauts-de-France; sein Hauptort ist Chantilly.

## Gemeinden
Der Kanton besteht aus zehn Gemeinden mit insgesamt 42.465 Einwohnern (Stand: 1. Januar 2022) auf einer Gesamtfläche von 116,83 km²:
| Gemeinde            | Einwohner 1. Januar 2022 | Fläche km² | Dichte Einw./km² | Code INSEE | Postleitzahl |
| ------------------- | ------------------------ | ---------- | ---------------- | ---------- | ------------ |
| Apremont            | 638                      | 13,62      | 47               | 60022      | 60300        |
| Boran-sur-Oise      | 2.135                    | 11,25      | 190              | 60086      | 60820        |
| Chantilly           | 10.740                   | 16,19      | 663              | 60141      | 60500        |
| Coye-la-Forêt       | 3.868                    | 6,96       | 556              | 60172      | 60580        |
| Crouy-en-Thelle     | 1.100                    | 5,87       | 187              | 60185      | 60530        |
| Gouvieux            | 8.934                    | 23,25      | 384              | 60282      | 60270        |
| Lamorlaye           | 9.097                    | 15,34      | 593              | 60346      | 60260        |
| Le Mesnil-en-Thelle | 2.392                    | 6,09       | 393              | 60398      | 60530        |
| Morangles           | 408                      | 5,93       | 69               | 60429      | 60530        |
| Saint-Maximin       | 3.153                    | 12,33      | 256              | 60589      | 60740        |
| Kanton Chantilly    | 42.465                   | 116,83     | 363              | 6003       | –            |

Bis zur Neuordnung bestand der Kanton Chantilly aus den sechs Gemeinden Apremont, Chantilly, Coye-la-Forêt, Gouvieux, Lamorlaye und Saint-Maximin. Sein Zuschnitt entsprach einer Fläche von 87,69 km2. 